# Anathallis ourobranquensis
Anathallis ourobranquensis es una especie de orquídea epífita originaria de Brasil donde se encuentra en el Cerrado.

## Descripción
Es una orquídea de tamaño pequeño,que prefiere el clima fresco, con hábitos de epífita. Tiene un ramicale cilíndrico de un color verde claro, envuelto basalmente por una vaina tubular que transporta una sola hoja, apical, erecta, densamente carnosa, de color verde claro a amarillo, lanceolada a oblanceolada, conduplicada con un ápice agudo. Florece en la primavera con una inflorescencia de 2-21,5 cm de largo, con 2 flores.

## Distribución y hábitat
Esta especie crece en las altas colinas alrededor de la ciudad de Ouro Branco y se encuentra en los árboles Vellozia a una altitud de alrededor de 1.500 metros.

## Taxonomía
Anathallis ourobranquensis fue descrito por Campacci & Menini y publicado en Bulletin of Coordenadoria das Associacoes Orquidófilas do Brasil 60: 123. 2005[2006].
Sinonimia
- Anathallis ourobranquensis Campacci & Menini 2006[2][4][5]